# (14669) Beletic
(14669) Beletic (1999 DC) – planetoida z grupy pasa głównego asteroid okrążająca Słońce w ciągu 7,98 lat w średniej odległości 3,99 j.a. Odkryta 16 lutego 1999 roku.